# 蘭州龍屬
蘭州龍屬（學名：Lanzhousaurus）是禽龍類恐龍的一屬，化石是在2005年發現於中國甘肅省，年代屬於下白堊紀。目前只有發現一副部份骨骼。

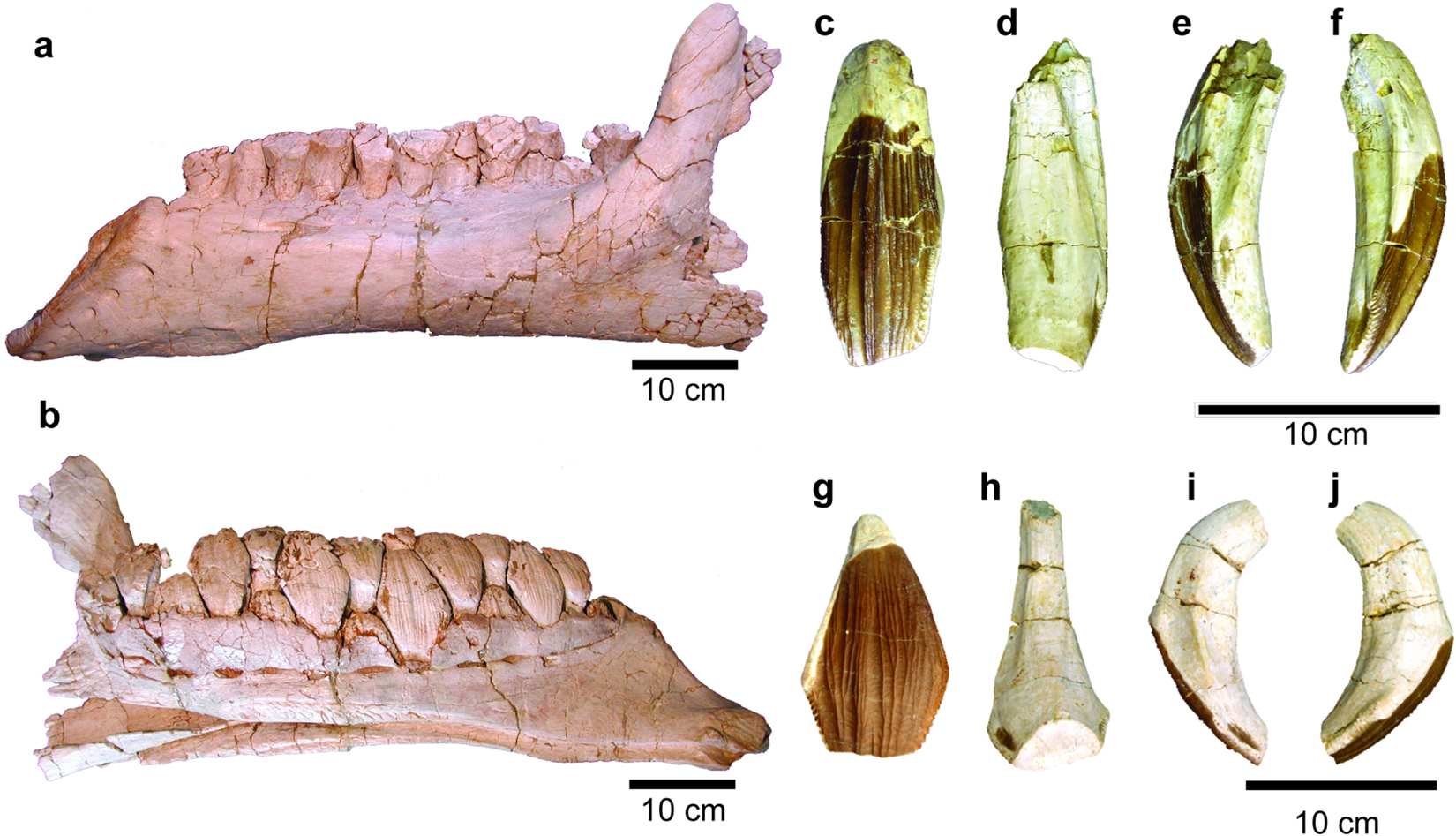

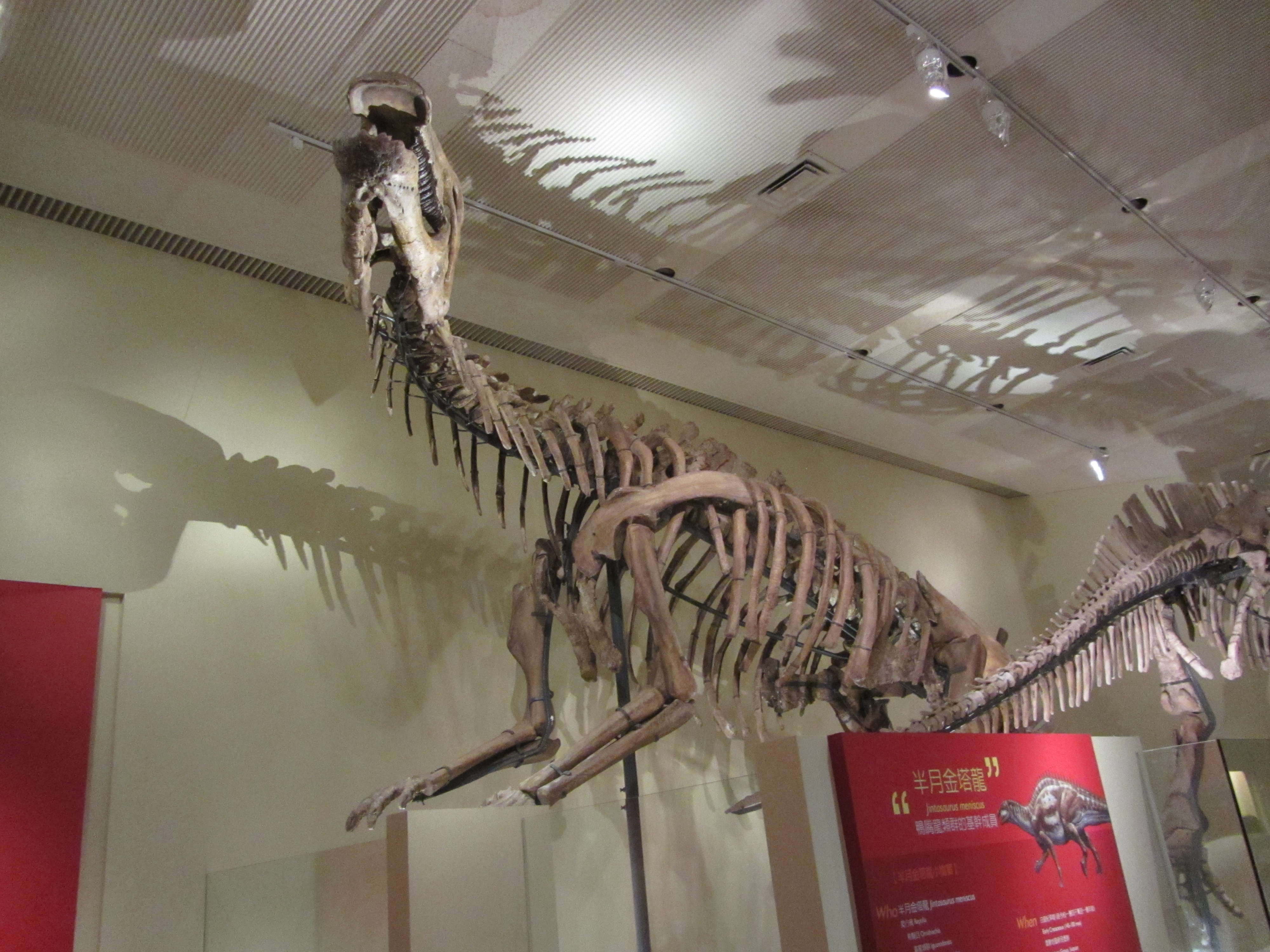
巨齒蘭州龍骨架

模式種是巨齒蘭州龍（L. magnidens），是由尤海魯、季強及李大慶描述、命名的。蘭州龍的特徵是異常巨大的牙齒，是已知最大型的草食性動物牙齒之一。牙齒的特徵顯示牠是屬於禽龍類。下頜的長度多於1米，可見牠是非常大型的動物。

## 外部連結
- https://web.archive.org/web/20090425151715/http://www.thescelosaurus.com/iguanodontia.htm